# Shera Danese
Shera Danese (n. 9 octombrie 1949, Hartsdale⁠(d), Greenburgh⁠(d), New York, SUA) este o actriță americană și văduva actorului Peter Falk.

## Biografie

### Viața și cariera
Danese s-a născut în Hartsdale, New York. Ea a fost aleasă Miss Pennsylvania World în 1970. Cariera ei de actriță a început în 1975,atunci când a jucat rolul Kitty într-un episod al serialului de televiziune Medical Story (unde a fost menținată ca Sherry Danese). Ulterior, ea a apărut în alte seriale de televiziune în anii 1970, printre care: One Day at a Time, Serpico, Baretta, Three's Company, Kojak, Family, Hart to Hart, Starsky și Hutch și Îngerii lui Charlie.
Într-unul din puținele roluri pe marele ecran, Danese a jucat alături de Tom Cruise și Rebecca De Mornay în Risky Business (1983), interpretând o prostituată pe nume Vicky. În 2005 ea a apărut alături de soțul ei, Peter Falk, în filmul Checking Out.

### Columbo(1976-1997)
Danese a avut roluri secundare importante în șase episoade ale serialului Columbo, apărând alături de soțul ei (care a jucat rolul detectivului Columbo) în Fade in to Murder (1976), Murder Under Glass (1978), Murder, a Self Portrait (1989), Columbo and the Murder of a Rock Star (1991), Undercover (1994) și A Trace of Murder (1997). Deși nu a jucat niciodată rolul criminalului, Danese este actrița care a apărut în cele mai multe episoade ale serialului.

### Viața personală
Shera Danese l-a cunoscut pe Peter Falk pe platourile filmului Mikey and Nicky și a devenit cea de-a doua lui soție pe 7 decembrie 1977. Au fost căsătoriți timp de 33 de ani până la moartea lui Falk, survenită pe 23 iunie 2011, la vârsta de 83 de ani, în urma unor complicații ale bolii Alzheimer și pneumoniei.
Danese l-a îngrijit pe Falk în ultimii lui ani de viață și se pare că, potrivit fiicei lui, Catherine, i-a oprit pe unii membri ai familiei sale să-l viziteze, nu le-a dezvăluit schimbările majore ale stării lui de sănătate și nu le-a dat detalii despre moartea și înmormântarea lui. Catherine a susținut mai târziu adoptarea unei legi numită legea lui Peter Falk, care prevede obligațiile pe care persoanele însoțitoare ale unei persoane bolnave trebuie să le respecte ceea ce privește dreptul de vizită și anunțarea morții. În 2016 peste zece state americane au adoptat o astfel de lege.

## Legături externe
- Shera Danese la Internet Movie Database